# الأشكال العادية للجبر المنطقي
يوجد شكلان عأديان للجبر المنطقي:
1. مجموع المضاريب:
2. مضروب المجاميع:

## أولاً:مجموع المضاريب
في هذا الشكل يتكون التابع من مجموع حدود نسميها الحدود الأصغرية، ويرمز للمتحول غير المنفي بالرمز(1)والمتحول المنفي (0) وترتبط المتحولات فيما بينها بارتباط من النوع ANDوترتبط الحدود مع بعضها بعلاقة OR.
الحد الأصغري:الحد الذي يحوي جميع متحولات التابع منفية أو غير منفية بشكل أفرادي والعلاقة بين هذه المتحولات هي علاقة جداء منطقي.
ملاحظة:  هذا الحد ليس أصغري.
هذا الحد أصغري.
مثال(1): أوجد التابع الممثل في الجدول التالي:
ننظر إلى قيم التابع التي يكون عندها غير منفي (يساوي1) وعند كل واحد نربط 
المتحولات مع بعضها بعلاقة AND و
نربط الحدود مع بعضها بعلاقة OR 
فيصبح التابع بالشكل:

## ثانياً:مضروب المجاميع
في هذا الشكل يتكون التابع من جداء حدود تسمى الحدود الأعظمية، ويرمز للمتحول غير المنفي بالرمز(0)والمتحول المنفي (1) وترتبط المتحولات فيما بينها بارتباط من النوع ORوترتبط الحدود مع بعضها بعلاقة AND.
الحد الأعظمي:هو الحد الذي يحوي جميع متحولات التابع منفية أو غير منفية بشكل أفرادي والعلاقة بين هذه المتحولات هي علاقة جمع منطقي.
ملاحظة:  هذا الحد ليس أعظمي.
هذا الحد أعظمي.
في المثال السابق ننظر إلى قيم التابع التي يكون عندها منفي (يساوي0) وعند كل صفر نربط المتحولات مع بعضها بعلاقة OR ونربط الحدود مع بعضها بعلاقة AND فيصبح التابع بالشكل:

ملاحظة:
نستخدم الشكل العادي الأول عندما يكون عدد الواحدات أقل من عدد الأصفار ونستخدم الشكل العادي الثاني عندما يكون عدد الأصفار أقل من عدد الواحدات.
مثال(2):
أوجد الصيغة الرياضية للتابع المنطقي المعرف بالجدول التالي:
في هذا التابع عدد الواحدات يساوي 
عدد الأصفار.
وبالتالي يكون التابع بصيغة مجموع 
المضاريب هو:
وبصيغة مضروب المجاميع هو:
من العلاقة السابقة نجد:
ولكن:
ومنه
أي أن الصيغتين متساويتين.
ملاحظة:في جميع التوابع تكون الصيغتان متساويتين.
مثال(3):
أوجد الصيغة الرياضية للتابع المنطقي المعرف بالجدول التالي
نلاحظ أن عدد الأصفار أقل من عدد
الواحدات لذلك نستخدم طريقة 
مضروب المجاميع:

## المرجع
النظم المنطقية والدارات المنطقية للدكتور فادي فوز